# شبكة الآغا خان للتنمية

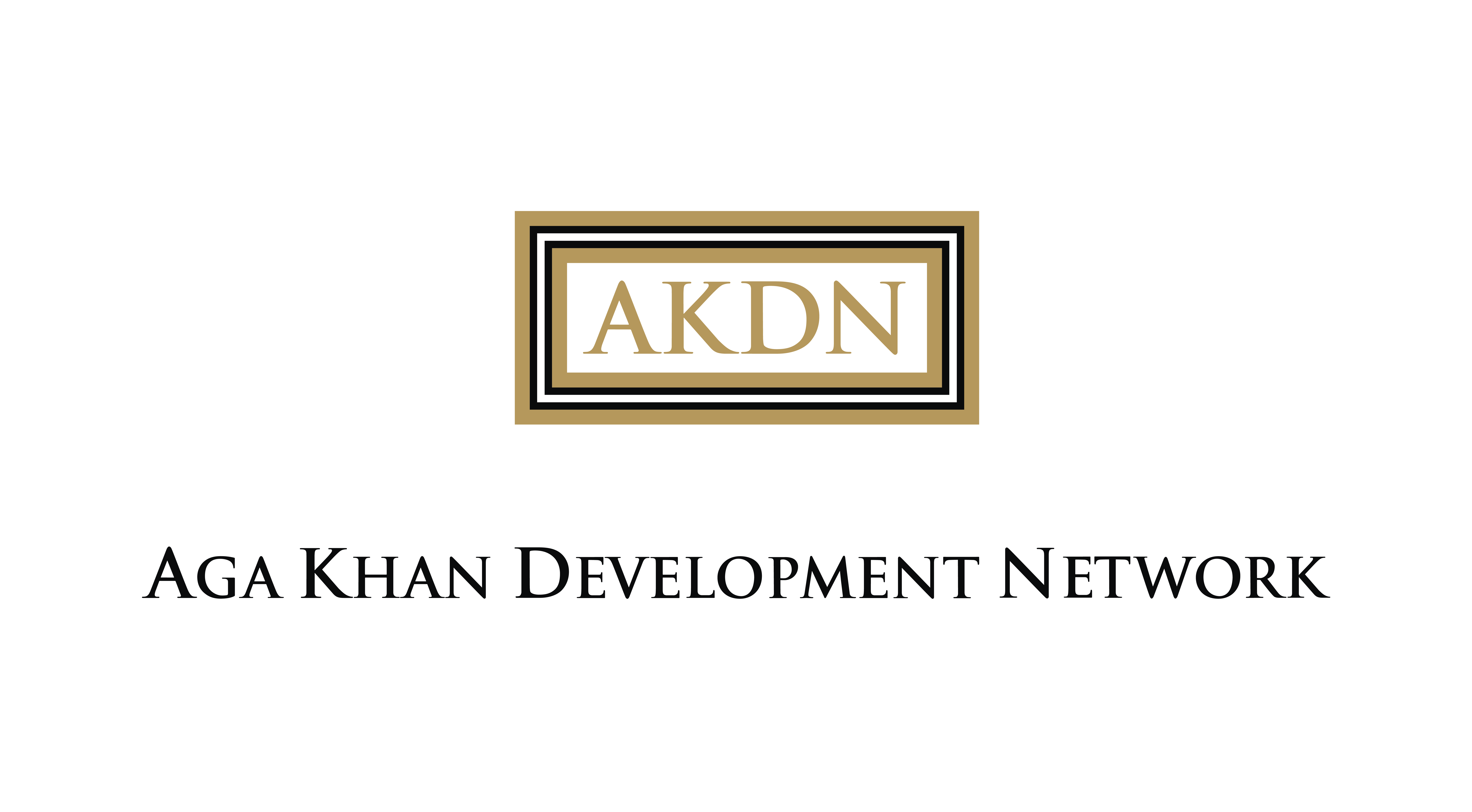

شبكة الآغا خان للتنمية هي مجموعة من الوكالات التنموية الدولية اللاطائفية، تعمل على تحسين ظروف المعيشة في أكثر من 25 بلداً في العالم النامي - وبشكل مكثّف في شرق أفريقيا وجنوب آسيا ووسط آسيا، إلى جانب دول أخرى مثل مصر (مثلاً حديقة الأزهر) وسوريا (مثلاً تجميل محيط قلعة حلب). وقد توسع نشاط هذه الشبكة بصورة واضحة في عهد الآغا خان الرابع وهو الإمام الحالي للإسماعيليين. يعمل فيها أكثر من 60 ألف موظّف أكثرهم في الدول النامية. تجاوزت نفقات الشبكة على الأنشطة اللاربحية 450 مليون دولار أمريكي سنوياً في عام 2008 - وتسجل ارتفاعاً في كل عام عن العام السابق.
تمثل الشبكة مسعىً عصرياً للإمامة الإسماعيلية لنشر وعي اجتماعي للإسلام من خلال العمل المؤسساتي. وتجد هذه المشاريع مكاناً لها أوّلاً في مناطق إقامة الإسماعيليين - فهي تتبع لإمامهم - دون أن تقتصر عليهم. ويشكل الانتشار الجغرافي والتنوع الثقافي للطائفة الإسماعيلية بناء قوياً لها، حيث أوجد حضورها في أمريكا الشمالية وأوربا بالإضافة إلى أفريقيا وآسيا جسراً فريداً بين العالمين المتقدم والنامي، ليُشَكّل أحد أهم عناصر قوتها.

## الدعم
تحصل الشبكة على الدعم بما في ذلك أموال الوقف ورسوم الاستخدام والمنح عبر طرق عدة ومن مصادر متنوعة منها الإمامة الإسماعيلية والطائفة الإسماعيلية والوكالات المانحة الدولية والمحلية والشركاء في القطاعين الخاص والعام إلى جانب أرباح بعض مشاريعها مثل صندوق الأغا خان للتنمية الاقتصادية.

## الوكالات
لمنظمات الشبكة اختصاصات في الصحة والتعليم والعمارة والتنمية الريفية وتعزيز مشاريع القطاع الخاص. وتتعاون من أجل بناء مؤسسات وبرامج قادرة على الاستجابة لتحديات التغير الاجتماعي والاقتصادي والثقافي على أساس مستمر. وتعمل إلى جانب الحكومات المعنية وعبر مشاركة السكان المحليين، كما تساند الشبكة في عملها شراكات مع منظمات أخرى.

### أكاديميات الآغا خان
وهي شبكة من المراكز التحفيزية للتعليم المتميز حول العالم، بنيت انطلاقاً من إيمان الآغا خان بأهمية القيادات الفكرية الناشئة محلياً وذات الدرجة الاستثنائية واعتبارها القائد الأفضل للتنمية المستقبلية للمجتمعات.

### وكالة الآغا خانللقروض الصغيرة
وكالة تنموية دولية تم إنشاؤها وفقاً للقانون السويسري. تقع مكاتب إدارتها الرئيسة في جنيف بسويسرا، ويديرها مجلس إدارة مستقل يرأسه الآغا خان نفسه.

### خدمات الآغا خان التعليمية
تقدم الشبكة خدمات تعليمية لمراحل التعليم ما قبل الابتدائي والابتدائي والثانوي والثانوي المتقدم - فتشغّل ما يربو على 300 مدرسة وبرنامج تعليمي متقدم - في عدة دول منها الباكستان والهند وبنغلادش وكينيا وقيرغزستان وأوغندا وتنزانيا وطاجيكستان.

### مؤسسة الآغا خان
وهي وكالة تنمية خاصة دولية لامذهبية ولاربحية، أسسها الآغا خان الرابع عام 1967، وتخضع للقانون السويسري، ولديها فروع ومؤسسات فرعية مستقلة في 15 بلداً. مهمتها تطوير وتعزيز حلول مبتكرة ومستدامة للمشكلات التي تعوق التنمية الاجتماعية، ولا سيما في آسيا وشرق أفريقيا. وتعتبر وسيلة معاصرة لاستمرار تقليد عريق للإسماعيليون في العمل الخيري تحت قيادة الآغا خان.

### صندوق الآغا خان للتنمية الاقتصادية
وكالة دولية تنموية مخصصة للترويج للأعمال الريادية وبناء مشروعات اقتصادية في العالم النامي، لا سيما في المناطق الّتي تفتقر إلى استثمارات أجنبية مباشرة. يقوم الصندوق باستثمارات جريئة محسوبة في محيطات تتميز بالتعقيد والهشاشة. بلغ إجمالي دخل الصندوق في عام 2008 حوالي مليار ونصف مليار دولار أمريكي، وتستثمر الشبكة أرباح ذلك الدخل في مشاريعها اللاربحية.

### خدمات الآغا خان الصحية
يتخلل برنامج صحة المجتمع مناطق جغرافية واسعة في وسط وجنوب آسيا وشرق أفريقيا، فعبر ما يفوق 200 مرفق صحي من بينها 9 مشافي، أصبحت «خدمات الآغا خان الصحية» أحد أكثر أنظمة العناية الصحية غير الربحية شمولاً في العالم النامي. وبالاعتماد على جهود الجماعات الإسماعيلية في العناية الصحية في الربع الأول من القرن العشرين، يقدّم البرنامج الآن الرعاية الصحية الأولية والعلاجية في أفغانستان والهند وكينيا والباكستان وتنزانيا وكينيا، كما يقدم الدعم الفني للمؤسسات الصحية الحكومية في كل من كينيا وسوريا وطاجيكستان.

### خدمات الآغا خان للتخطيط والبناء
تعمل على تحسين البيئة القائمة، لا سيما تصميم وإنشاء المساكن وتخطيط القرى وإدارة المخاطر الطبيعية والحفاظ على نظافة البيئة وموارد المياه وغيرها من العوامل التي تساهم في تحسين ظروف المعيشة. تعمل في عدد من الدول عبر شركات خدمات وطنية، وتحقق أهدافها عبر تقديم المساعدة المادية والفنية بالإضافة إلى خدمات إدارة الإنشاءات سواء في المناطق الريفية أو في المدن.

### مؤسسة الآغا خان للثقافة
تركز على إعادة الإحياء الطبيعي (البنيوي - العمراني) الثقافي والاقتصادي والاجتماعي للمجتمعات في العالم الإسلامي. ومن برامجها:
- «جائزة الآغا خان للعمارة»
- «برنامج الآغا خان للمدن التاريخية»
- «مبادرة الموسيقا في آسيا الوسطى»
- «موقع أركنت للمصادر على الإنترنت»
- «برنامج الآغا خان للعمارة الإسلامية في جامعة هارفارد ومعهد ماساشوستس للتكنولوجيا»

### جامعة الآغا خان
تأسست كأول جامعة خاصة مستقلة في الباكستان عام 1983، وتقدم التدريب والتعليم العالي لمقدمي الخدمات الصحية المحترفين والمعلمين ومدراء المدارس والباحثين.

### مؤسسة فوكاس للمساعدة الإنسانية
مجموعة من الوكالات الدولية أنشأها الإسماعيليون في أمريكا الشمالية وأوروبة وجنوب آسيا بهدف تقديم المساعدة بصورة مبدئية للعالم النامي في الحالات الطارئة. ترمي إلى مساعدة المتضررين بفعل الكوارث الطبيعية - أو البشرية - والتخفيف من اعتمادهم على المساعدات الإنسانية كما تسهل انتقالهم إلى وضع مستدام من الاعتماد الذاتي، فتحقق التنمية على المدى البعيد. واندمجت مؤسسة فوكاس لشبكة الآغا خان للتنمية بعدما كانت منفصلة في أوّل الأمر.

### جامعة آسيا الوسطى
هدفها تقديم مستوى عالمي من التعليم في آسيا الوسطى وتأهيل خريجين من ذوي المهارة والمعرفة عالية المستوى للمساهمة في قيادة التنمية في مجتمعات المنطقة عبر أفكار وابتكارات تسهم في عمليات التحول والتطوير الاقتصادي.

## روابط خارجية ومصادر
- الموقع الرسمي
- أسئلة متكررّة (بالإنكليزية)